# 방서희
방서희(2010년 12월 2일 ~ )는 대한민국의 가수다. 2020년 싱글 앨범 [착한 아이]로 데뷔했다. 별명은 익산의 딸이다.

## 학력
- 방산초등학교
- 방산중학교
- 방산고등학교

## 방송
- 전국노래자랑 (2018) - 전라북도 정읍시 편 인기상
- 보이스 트롯 (2020) - Top40(36위)
- 미스트롯 3 (2023) - Top20

## 음반
- 안부전화 (2020)
- 착한 아이 (2020)
- 당신의 계단 (2020)

## 공연
- 2021년 정읍사예술회관 우수작 초청공연 "좋은날 콘서트" (2021)

## 경력
- 정읍시 홍보대사 (2021)